# Lindy (Nebraska)
Lindy è un census-designated place (CDP) degli Stati Uniti d'America, situato nello stato del Nebraska, nella contea di Knox. Secondo il censimento del 2020 gli abitanti di Lindy ammontavano a 13.